# رون لامب
رون لامب (بالإنجليزية: Ron Lamb)‏ هو لاعب كرة قدم أمريكية أمريكي، ولد في 3 فبراير 1944 في نيو لندن في الولايات المتحدة، وتوفي في 20 يونيو 2000.

## وصلات خارجية
- رون لامب على موقع مرجع كرة القدم المحترفة.كوم (الإنجليزية)